# دهستان کورین
دهستان کورین نام دهستانی در بخش کورین شهرستان زاهدان، استان سیستان و بلوچستان در ایران است. براساس سرشماری مرکز آمار ایران در سال ۱۳۸۵، جمعیت آن ۱۵۸۸۵ نفر (۳۰۰۵ خانوار) بوده‌است.